# Saul Perlmutter
Saul Perlmutter (Champaign-Urbana, Illinois, 1959. szeptember 22. –) amerikai csillagász, fizikus, a Lawrance Berkeley Nemzeti Laboratórium munkatársa, illetve a Kaliforniai Egyetem professzora. Adam Riess és Brian P. Schmidt amerikai csillagászokkal közösen kapta 2006-ban a Shaw-díjat és 2011-ben a fizikai Nobel-díjat, mindkét esetben azért, mert bizonyítékot szolgáltattak arra, hogy a világegyetem gyorsulva tágul.

## Tanulmányai
1981-ben fizikából szerzett magna cum laude diplomát a Harvard Egyetemen, és 1986-ban szerezte meg doktori címét a Kaliforniai Egyetemen. Doktori disszertációjában (címe "An Astrometric Search for a Stellar Companion to the Sun") leírta egy automatizált távcső kifejlesztését és működését, amellyel a Nap feltételezett kísérőcsillagát próbálták megtalálni Richard A. Muller vezetésével. Később ugyanezt a módszert használta fel szupernóvák felfedezésére, amelyért később több tudományos díjat is kapott. Perlmutter szerint a kutatás alapötlete a fizikai Nobel-díj 1968-as kitüntetettjétől, Luis Walter Alvarez-től származik.

## Munkássága
Perlmutter jelenleg a Lawrence Berkeley Nemzeti Laboratóriumban dolgozik, ahol az általa vezetett csoport (Supernova Cosmology Project) 1988-ban kezdett foglalkozni a gyorsulva táguló univerzum és a sötét energia problémájával. A kutatások során az ún. 1a típusú szupernóvákat vizsgálták – fényességüket vetették össze a sugárzásuk vöröseltolódásával.
Az általuk megvizsgált 42 szupernóva adatainak elemzése után azt állapították meg, hogy távolabb vannak a vártnál (azaz kevésbé fényesek, mint amilyennek kellene lenniük). A megismételt vizsgálatok után azt a következtetést vonták le, hogy azért vannak távolabb, mert az univerzum gyorsulva tágul, nem pedig lassulva, mint az a korábbi kozmológiai modellek feltételezték.
Perlmutter és csoportja 1998-ban tették közzé eredményüket, majdnem egyidőben a Riess és Schmidt által vezetett másik csoport jelentésével, akik ugyanerre a következtetésre jutottak. A két kutatócsoport eredményeit a tudományos közösség viszonylag gyorsan elfogadta, mivel a két csoport eredményei egymást erősítették és hamarosan más bizonyítékokat is találtak, illetve új vizsgálatokat indítottak be a sötét energia természetének feltárása és megértése érdekében.
Kutatásaiért 2006-ban a Shaw-díjjal, 2011-ben pedig a fizikai Nobel-díjjal tüntették ki.
Perlmutter másik kutatási területe a Supernova/Acceleration Probe, amelyben olyan automatizált szupernóva megfigyelő műholdat próbálnak megépíteni, amely távoli szupernóvák megfigyelésével segítene pontosabban megállapítani, hogy mekkora a világegyetem tágulásának gyorsulása.

## Kitüntetései

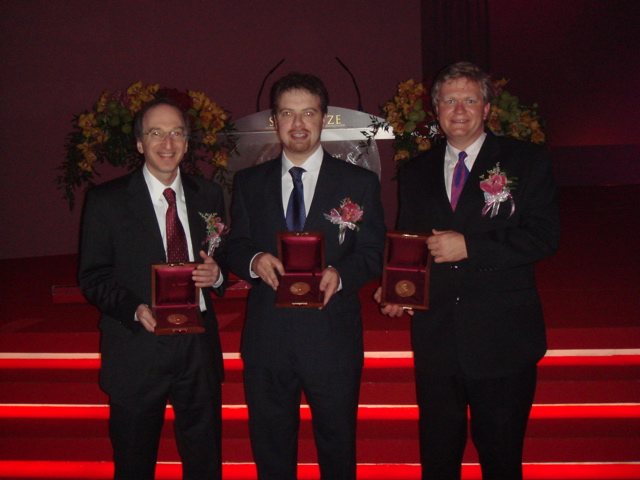
Perlmutter, Adam Riess és Brian P. Schmidt 2006-ban átveszik a Shaw-díjat. 2011-ben ők hárman kapták a fizikai Nobel-díjat is.

- 2002: az amerikai energiaügyi minisztérium neki ítélte az Ernesto Orlando Lawrence díjat
- 2003: az Év Tudósa Kalifornia államban
- 2005: John Scott-díj
- 2006: csillagászati Shaw díj Adam Riess és Brian P. Schmidt kutatókkal közösen,[8] illetve az Antonio Feltrinelli Nemzetközi Díj
- 2007: a kozmológiai Gruber-díjat Perlmutter és csapata közösen kapta Schmidt-el és csapatával
- 2011: megosztott fizikai Nobel-díj[8]
- 2015: fizikai Breakthrough-díj[9]

## Publikációi
- Perlmutter, S., et. al. "Progress Report on the Berkeley/Anglo-Australian Observatory High-redshift Supernova Search", Lawrence Berkeley National Laboratory (November 1990)
- Perlmutter, S., et. al. "Discovery of the Most Distant Supernovae and the Quest for {Omega}", Lawrence Berkeley National Laboratory (May 1994)
- Perlmutter, S., et. al. "Discovery of a Supernova Explosion at Half the Age of the Universe and its Cosmological Implications", Lawrence Berkeley National Laboratory (December 16, 1997)
- Perlmutter, S., et. al. "The Distant Type Ia Supernova Rate", Lawrence Berkeley National Laboratory (May 28, 2002)
- Perlmutter, S., et. al. "The Supernova Legacy Survey: Measurement of Omega_M, Omega_Lambda, and w from the First Year Data Set", Lawrence Berkeley National Laboratory (October 14, 2005)

## Fordítás
- Ez a szócikk részben vagy egészben  a   Saul Perlmutter című angol Wikipédia-szócikk fordításán alapul.  Az eredeti cikk szerkesztőit annak laptörténete sorolja fel. Ez a jelzés csupán a megfogalmazás eredetét és a szerzői jogokat jelzi, nem szolgál a cikkben szereplő információk forrásmegjelöléseként.